# High Watch
High Watch (ранее известен как Holiday House) — дом на берегу моря площадью 1 000 м2, расположенный на 2 га в Watch Hill, историческом районе США в Уэстерли, в штате Род-Айленд, США. Это самый дорогой частный дом в Род-Айленде, оцененный в 17,75 миллионов долларов в 2013 году.
Дом был построен в 1929—1930 годах для семьи Сноуден. С 2013 года им владеет американская певица Тейлор Свифт. С 2013 по 2017 год она устраивала в доме вечеринки по случаю Дня независимости, приглашая нескольких знаменитостей, что вызвало большой резонанс и внимание СМИ. Вдохновившись историей дома и его бывшей владелицей Ребеккой Харкнесс (1915—1982), Свифт выпустила песню под названием «The Last Great American Dynasty (Последняя великая американская династия)» из своего восьмого студийного альбома Folklore (2020).

## Дизайн
Holiday House был построен в 1929—1930 годах «выдающимся архитектором из Филадельфии», в «американском колониальном стиле». В доме, расположенном на береговой линии протяженностью более 210 м, 8 спален, 10 ванных комнат и 8 каминов. Среди комнат для приемов гостей — гостиная длиной 11 м, солнечная комната длиной 14 м и восьмиугольная формальная столовая со встроенными посудными шкафами. На кухне, как сообщается, есть ящик для подогрева посуды и охладитель для вина, а также прилегающая гостиная. На втором этаже расположены четыре спальни с ванными комнатами, а также просторная хозяйская спальня с двумя ванными комнатами. На нижних уровнях расположены комната отдыха, кухня для обслуживающего персонала, гараж на пять машин и отапливаемая мастерская. В поместье также есть бассейн и летний домик.

## История

### Семья Сноуденов
Holiday House был построен в 1929—1930 годах для миссис Джордж Грант Сноуден (Перл Пинкертон МакКлелланд Сноуден) из Филадельфии, чей муж умер в 1918 году. Он стоит как ориентир для моряков на большом обрыве, от которого происходит название Watch Hill (Сторожевой холм). Миссис Сноуден приобрела это историческое и драматическое место в 1929 году в поместье Юджина Этвуда. Holiday House включал в себя большое помещение для прислуги на месте, где сейчас находится северо-восточная лужайка. Помещения для прислуги были снесены во время масштабной реконструкции, проведенной в 1970-х годах Гурдоном Б. Уоттлзом.
Сноудены, начиная с отца Джорджа Гранта Сноудена, Джеймса Маккина Сноудена, который родился в 1831 году и жил в Питтсбурге, сделали свое состояние на разведке нефти и газа. Джордж Грант Сноуден и его брат, Джеймс Гастингс Сноуден, вели разведку нефти сначала в Пенсильвании, а затем в Техасе, Луизиане, Нью-Мексико и Оклахоме.
Ураган 1938 года в Новой Англии и связанный с ним штормовой прилив нанесли значительный ущерб склону холма, обращенному к океану. Для того чтобы стабилизировать сильно размытый склон, Джордж Грант Сноуден-младший установил тысячи гранитных валунов, которые остаются на месте и по сей день.
В 1948 году участок был продан Уильяму Хейлу Харкнессу, наследнику состояния Standard Oil Company.

### Семья Харкнессов
Стивен Вандербург Харкнесс (1818—1888) был родоначальником обширной семьи Харкнессов. Он вместе со своим сводным братом Генри Флаглером (1830—1913) и Джоном Д. Рокфеллером (1839—1937) вложил значительные средства в компанию Rockefeller, Andrews & Flagler, корпоративного предшественника Standard Oil. Харкнесс стал вторым по величине акционером, что сделало его чрезвычайно богатым. Харкнесс был молчаливым партнёром, хотя и входил в совет директоров Standard Oil до своей смерти в 1888 году.
Сводный брат Вандербурга Харкнесса, Дэниел М. Харкнесс, был доверенным лицом Standard Oil и очень богатым человеком (эквивалент миллиардера в 2013 году в долларах США). Деньги были оставлены его сыну, Уильяму Лэймону Харкнессу. Уильям умер в 1919 году с состоянием $53 439 000, около 70% которого составляли акции Standard Oil. В долларах США 2020 года состояние стоило бы более 800 млн долл.

#### Уильям и Ребекка Харкнесс
От Эдит Хейл у Уильяма было двое детей: Луиза Хейл Харкнесс (1898—1978), которая вышла замуж за Дэвида Синтона Ингаллса, и Уильям Хейл Харкнесс. В 1947 году Уильям Хейл женился на Ребекке Семпл Вест (1915—1982), которая ранее была замужем за Диксоном Пирсом. После смерти Уильяма Хейла Харкнесса в 1954 году Ребекка дважды выходила замуж: сначала за Бенджамина Харрисона Кина, затем за Нильса Х. Лауэрсена.
Ребекка жила в Holiday House после того, как его продали Сноудены в 1948 году. Она была непопулярна среди соседей, делала необычные вещи, например, чистила бассейн шампанским и играла в азартные игры с самыми разными гостями, такими как испанский художник Сальвадор Дали. Ребекка использовала состояние своего покойного мужа для благотворительных целей, например, для поддержки балета Джоффри. Она прекратила финансирование, когда балет отказался переименоваться в её честь, и создала свою собственную танцевальную компанию: Harkness Ballet, наняв большинство танцоров из Joffrey Ballet. The Harkness Ballet закрылся в 1975 году. Ребекка также финансировала медицинские исследования.

### Gurdon B. Wattles
Семья Гурдона Б. Уоттлза купила Holiday House в 1974 году, переименовав его в High Watch. Семья Уоттлз оставалась в High Watch до 1996 года.

### Тейлор Свифт

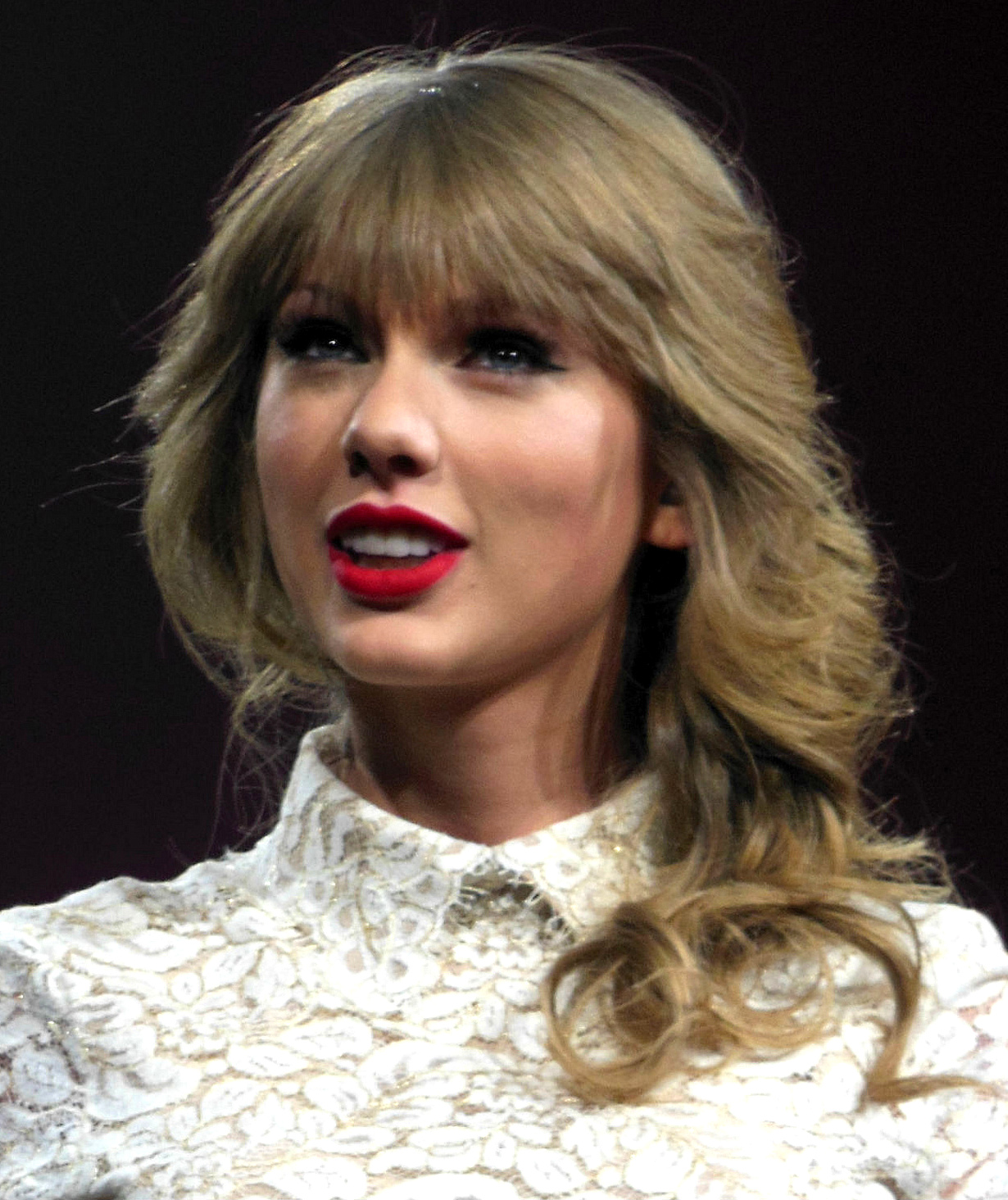
Тейлор Свифт, владелец особняка

В 2013 году американская певица Тейлор Свифт приобрела High Watch за 17,75 млн долларов США.
С 2013 по 2017 год Свифт получила широкое освещение в прессе за проведение в поместье вечеринок по случаю Дня независимости Америки, на которых присутствовали многочисленные знаменитости и пышные декорации, часто запечатленные на Instagram. Cosmopolitan сравнил эти вечеринки с «легендарными вечеринками в истории США», такими как Met Gala и вечеринка Vanity Fair Oscars, и назвал их одними из самых эксклюзивных приглашений в США. Её вечеринка 2016 года привлекла большое внимание, поскольку её тогдашний бойфренд, актёр Том Хиддлстон, был замечен в футболке «I (Heart) T.S.». Эти вечеринки вызвали споры со стороны местных жителей Watch Hill, которые жаловались на наплыв папарацци в Watch Hill и непрошеное внимание, которое Свифт привлекает к сообществу. Среди других участников — Эмма Стоун, Эндрю Гарфилд, Ингрид Майклсон, Джиджи Хадид, Марта Хант, Ник Джонас, Джо Джонас, сестры Хаим, Серайя, Кельвин Харрис, Блейк Лайвли, Райан Рейнольдс, Руби Роуз, Карли Клосс, Кара Делевинь, St. Vincent, Рейчел Платтен, Узо Адуба, Эд Ширан и Хелстон Сейдж.
В 2014 году она снова столкнулась с критикой со стороны жителей из-за предложения восстановить морскую стену на её участке, которая, как сообщалось, препятствовала бы доступу общественности на пляж. Свифт ответила, что она стремится устранить ущерб от береговой эрозии, а участок морского вала находится на её частном пляже, который использовался общественностью в течение многих лет до её покупки.
В 2015 году, вдохновившись проектом Holiday House, тогдашний губернатор Род-Айленда Джина Раймондо предложила ввести налог на роскошь для «дорогих» вторых домов в штате стоимостью более 1 млн долл, который в основных СМИ был назван «налогом на Тейлор Свифт». Налог подвергся критике и в итоге был снят. Налог широко рассматривался как препятствие для будущего туризма в штате, тем более что люди со вторыми домами тратили деньги, не напрягая инфраструктурные ресурсы, такие как школьные системы. Раймондо защищала предложение как потенциально добавляющее 12 миллионов долларов к экономике штата, но затем отозвала его.
Свифт проводила «секретные сессии» в Holiday House в 2014 и 2017 годах, устраивая вечеринки прослушивания для групп поклонников перед выпуском своих альбомов 1989 и Reputation, соответственно. Во время сессий для Reputation Свифт записала живую фортепианную версию песни из альбома «New Year’s Day», которая дебютировала на канале ABC в ноябре 2017 года.
2 апреля 2019 года угнанный автомобиль врезался в ворота поместья после полицейской погони, которая началась в соседнем городе в штате Коннектикут.
В 2020 году Свифт выпустила свой восьмой студийный альбом Folklore, в который вошла песня о доме и жизни Ребекки Харкнесс, озаглавленная «The Last Great American Dynasty» («Последняя великая американская династия»). В песне также подробно описываются параллели между неблагоприятным приемом Харкнесс и Свифт в прессе в различные моменты из-за их личной жизни и места жительства. Песня была высоко оценена критиками за лиричность и повествование.
В 2022 году L’Officiel назвал его одним из самых дорогих домов знаменитостей в Америке. По состоянию на 2024 год стоимость недвижимости оценивается в 20 434 100 долларов США.
В 2025 году Свифт начала проект по расширению дома стоимостью 1,7 миллиона долларов, добавив спальню и отремонтировав кухню. 14 мая возле дома Свифт были найдены человеческие останки, о чем было сообщено в полицию, которая начала расследование; это породило слухи о появлении нового серийного убийцы в Новой Англии, что было опровергнуто полицией Вестерли.